# Districte de Bor
El Districte de Bor (en serbi: Борски округ/Borski okrug) és un districte de Sèrbia situat a la part oriental del país. Té una població de 124.992 habitants, i el seu centre administratiu és Bor.

## Municipis
El districte està format pels municipis de:
- Bor
- Kladovo
- Majdanpek
- Negotin

## Demografia
Segons el cens de 2011, el districte de Bor té una població de 124.992 habitants. La composició ètnica del districte és la següent:
| Grup ètnic | Població |
| ---------- | -------- |
| Serbis     | 97.239   |
| Valacs     | 13.313   |
| Gitanos    | 2.244    |
| Romanesos  | 791      |
| Altres     | 5.592    |
| Total      | 124.992  |

## Història
Els tracis van dominar la regió abans de la conquesta romana el segle i aC, que va debilitar i subjugar les trinus paleobalcàniques. Els mesis, una tribu tracio-dàcia, van ser vençuts per l'imperi romà per part de Marc Licini Cras, cònsol de l'any 30 aC. La regió va passar a formar part de la Mèsia Inferior el 87 dC, durant el mandat de l'emperador Domicià.
La influència de la Religió hel·lenística es deixa veure en diverses troballes arqueològiques fetes a Rovine i Tamnič, i en un relleu de Zeus, Heracles i Dionís trobat a Bukovo.
Al poble de Rogljevo s'hi ha excavat el jaciment romà amb necròpolis de Selište. Als jaciments de Negotin, per la seva banda, s'hi han trobat fibulae d'or i plata que daten dels anys 250-320 dC.